# Brațul Echerul

Brațele spirale ale Căii Lactee.

Structura schematică a Căii Lactee.
Pe această diagramă, Soarele este reprezentat printr-un punct galben.
Brațul Echerul este desenat cu albastru închis.

Brațul Echerul (denumit și Brațul Lebăda, Brațul exterior, sau și Brațul Echerul-Lebăda) este unul dintre cele patru brațe spirale majore ale Căii Lactee. Ca Brațul Săgetătorul-Carena, Brațul Echerul are particularitatea că își are izvorul pe extremitatea barei centrale (și nu în regiunea învecinată).
Acest braț este denumit așa din cauza proximității acestuia cu constelația Echerul pe Sfera cerească
Brațul Echerul propriu-zis este de fapt partea brațului din apropierea Centrului Galactic, în timp ce zonele cele mai exterioare ale brațului sunt numite Brațul Lebăda.  Deși cei doi termeni sunt utilizați, în general, separat, pentru a desemna brațul întreg, este corect să se folosească termenul Brațul Echerul-Lebăda.
Brațul Echerul are raza de 15,5 ± 2,8 kpc și este situat în afara Brațului Perseu. 
La fel ca multe alte galaxii de tip similar, Calea Lactee constă dintr-o mare masă de stele având, prin gravitație forma unui disc relativ plat. Discul rotindu-se, corpul central dens de stele al Galaxiei se deplasează la viteze mai mari decât cele aflate către marginea discului. Ca urmare, modelul de stele din cadrul Galaxiei, văzută direct de deasupra sau de dedesubtul discului, are formă de spirale.
Din cauza variațiilor gravitaționale localizate, modelul său de spirală are mai multe brațe spirale distincte, în care se află un număr foarte mare de stele.